# Liste der Naturdenkmäler in Moos in Passeier
Die Liste der Naturdenkmäler in Moos in Passeier (italienisch Moso in Passiria) enthält die 46 als Naturdenkmal ausgewiesenen Objekte auf dem Gebiet der Gemeinde Moos in Passeier in Südtirol.
Basis ist das im Internet einsehbare offizielle Verzeichnis der Naturdenkmäler in Südtirol (Stand: 23. Januar 2015). Dabei kann es sich um botanische, geologische oder hydrologische Naturdenkmäler handeln. Die Reihenfolge in dieser Liste orientiert sich an der ID, alternativ ist sie auch nach dem Namen sortierbar.

## Liste
| Foto |                 | Name                                                 | Standort                     | Beschreibung                                                                               |
| ---- | --------------- | ---------------------------------------------------- | ---------------------------- | ------------------------------------------------------------------------------------------ |
| BW   | Datei hochladen | Gletschermühlen ID: 053_G01                          | 46° 49′ 21″ N, 11° 11′ 13″ O | Geologisches Naturdenkmal: Gletschermühle                                                  |
| BW   | Datei hochladen | 1 Lärche ID: 053_G02                                 | 46° 49′ 20″ N, 11° 9′ 54″ O  | Botanisches Naturdenkmal: Lärche                                                           |
| ja   | Datei hochladen | Stieber-Wasserfälle ID: 053_G03                      | 46° 49′ 36″ N, 11° 9′ 58″ O  | Hydrologisches Naturdenkmal: Wasserfall                                                    |
| BW   | Datei hochladen | Maria an der Quelle Moos ID: 053_G04                 | 46° 48′ 37″ N, 11° 8′ 16″ O  | Hydrologisches Naturdenkmal: Feuchtgebiet                                                  |
| BW   | Datei hochladen | Lichteben ID: 053_G05                                | 46° 47′ 21″ N, 11° 4′ 43″ O  | Hydrologisches Naturdenkmal: Feuchtgebiet                                                  |
| ja   | Datei hochladen | Stuller Fälle ID: 053_G06                            | 46° 49′ 38″ N, 11° 11′ 31″ O | Hydrologisches Naturdenkmal: Wasserfall                                                    |
| BW   | Datei hochladen | Silberseen ID: 053_G07                               | 46° 52′ 50″ N, 11° 10′ 43″ O | Hydrologisches Naturdenkmal: Weiher, Feuchtflächen                                         |
| ja   | Datei hochladen | Seemoos (Schneeberg) ID: 053_G08                     | 46° 53′ 39″ N, 11° 10′ 35″ O | Hydrologisches Naturdenkmal: See + Feuchtgebiet                                            |
| BW   | Datei hochladen | Schwarzsee (Schneeberg) ID: 053_G09                  | 46° 54′ 34″ N, 11° 11′ 37″ O | Hydrologisches Naturdenkmal: See                                                           |
| BW   | Datei hochladen | Krumpwasser ID: 053_G10                              | 46° 54′ 58″ N, 11° 9′ 15″ O  | Hydrologisches Naturdenkmal: Von mäandrierenden und mehrarmigen Bächen gekennzeichnete Tal |
| BW   | Datei hochladen | Großer Timmler Schwarzsee ID: 053_G11                | 46° 55′ 55″ N, 11° 9′ 51″ O  | Hydrologisches Naturdenkmal: See                                                           |
| BW   | Datei hochladen | Schneidlanersee ID: 053_G12                          | 46° 55′ 54″ N, 11° 10′ 34″ O | Hydrologisches Naturdenkmal: See                                                           |
| BW   | Datei hochladen | See südlich des Timmelsjoch ID: 053_P01              | 46° 53′ 46″ N, 11° 5′ 58″ O  | Hydrologisches Naturdenkmal: See                                                           |
| BW   | Datei hochladen | See nördlich der Plattenspitze ID: 053_P02           | 46° 52′ 2″ N, 11° 7′ 27″ O   | Hydrologisches Naturdenkmal: See                                                           |
| BW   | Datei hochladen | Wildsee ID: 053_P03                                  | 46° 51′ 31″ N, 11° 7′ 20″ O  | Hydrologisches Naturdenkmal: See                                                           |
| ja   | Datei hochladen | Seeber See ID: 053_P04                               | 46° 51′ 20″ N, 11° 5′ 38″ O  | Hydrologisches Naturdenkmal: See                                                           |
| BW   | Datei hochladen | See nordwestlich des Draunberges ID: 053_P05         | 46° 51′ 10″ N, 11° 7′ 7″ O   | Hydrologisches Naturdenkmal: Weiher/Teich                                                  |
| BW   | Datei hochladen | Scheibsee ID: 053_P06                                | 46° 50′ 16″ N, 11° 6′ 58″ O  | Hydrologisches Naturdenkmal: See                                                           |
| BW   | Datei hochladen | See am Taufegg ID: 053_P07                           | 46° 48′ 45″ N, 11° 5′ 49″ O  | Hydrologisches Naturdenkmal: See                                                           |
| BW   | Datei hochladen | See am Seerain ID: 053_P08                           | 46° 47′ 20″ N, 11° 3′ 24″ O  | Hydrologisches Naturdenkmal: See                                                           |
| BW   | Datei hochladen | Seen bei der Diensthütte ID: 053_P09                 | 46° 45′ 49″ N, 11° 2′ 13″ O  | Hydrologisches Naturdenkmal: See                                                           |
| ja   | Datei hochladen | See am Eisjöchl ID: 053_P10                          | 46° 45′ 20″ N, 11° 1′ 44″ O  | Hydrologisches Naturdenkmal: See                                                           |
| BW   | Datei hochladen | Grafsee ID: 053_P11                                  | 46° 45′ 25″ N, 11° 2′ 33″ O  | Hydrologisches Naturdenkmal: See                                                           |
| BW   | Datei hochladen | See am Andelsboden ID: 053_P12                       | 46° 44′ 53″ N, 11° 3′ 42″ O  | Hydrologisches Naturdenkmal: See                                                           |
| ja   | Datei hochladen | Lacke unter der Ehrenspitze ID: 053_P13              | 46° 46′ 18″ N, 11° 4′ 41″ O  | Hydrologisches Naturdenkmal: See                                                           |
| BW   | Datei hochladen | See am Gampel ID: 053_P14                            | 46° 46′ 4″ N, 11° 6′ 2″ O    | Hydrologisches Naturdenkmal: Bach                                                          |
| ja   | Datei hochladen | See im Varmazontal ID: 053_P15                       | 46° 47′ 7″ N, 11° 8′ 44″ O   | Hydrologisches Naturdenkmal: See                                                           |
| BW   | Datei hochladen | Draunsbachfall ID: 053_P16                           | 46° 51′ 20″ N, 11° 8′ 37″ O  | Hydrologisches Naturdenkmal: Wasserfall                                                    |
| BW   | Datei hochladen | Wasserfall ID: 053_P17                               | 46° 50′ 47″ N, 11° 6′ 2″ O   | Hydrologisches Naturdenkmal: Wasserfall                                                    |
| BW   | Datei hochladen | Wasserfall ID: 053_P18                               | 46° 50′ 48″ N, 11° 9′ 21″ O  | Hydrologisches Naturdenkmal: Wasserfall                                                    |
| BW   | Datei hochladen | Wasserfall ID: 053_P19                               | 46° 49′ 13″ N, 11° 7′ 58″ O  | Hydrologisches Naturdenkmal: Wasserfall                                                    |
| BW   | Datei hochladen | Wasserfall ID: 053_P20                               | 46° 48′ 17″ N, 11° 6′ 19″ O  | Hydrologisches Naturdenkmal: Wasserfall                                                    |
| BW   | Datei hochladen | Wasserfall ID: 053_P21                               | 46° 46′ 59″ N, 11° 3′ 4″ O   | Hydrologisches Naturdenkmal: Wasserfall                                                    |
| BW   | Datei hochladen | Wasserfall bei Lazins ID: 053_P22                    | 46° 47′ 2″ N, 11° 4′ 18″ O   | Hydrologisches Naturdenkmal: Wasserfall                                                    |
| BW   | Datei hochladen | Wasserfall ID: 053_P23                               | 46° 47′ 4″ N, 11° 4′ 44″ O   | Hydrologisches Naturdenkmal: Wasserfall                                                    |
| BW   | Datei hochladen | Granat Ferner ID: 053_P24                            | 46° 50′ 24″ N, 11° 4′ 35″ O  | Hydrologisches Naturdenkmal: Gletscher                                                     |
| BW   | Datei hochladen | Westlicher Seeber Ferner ID: 053_P25                 | 46° 50′ 1″ N, 11° 5′ 2″ O    | Hydrologisches Naturdenkmal: Gletscher                                                     |
| BW   | Datei hochladen | Zentraler (oder Mittlerer) Seeber Ferner ID: 053_P26 | 46° 49′ 50″ N, 11° 5′ 37″ O  | Hydrologisches Naturdenkmal: Gletscher                                                     |
| BW   | Datei hochladen | Östlicher Seeber Ferner ID: 053_P27                  | 46° 49′ 50″ N, 11° 6′ 27″ O  | Hydrologisches Naturdenkmal: Gletscher                                                     |
| BW   | Datei hochladen | Stier- oder Hangender Ferner ID: 053_P28             | 46° 49′ 8″ N, 11° 5′ 0″ O    | Hydrologisches Naturdenkmal: Gletscher                                                     |
| BW   | Datei hochladen | Plan- oder Sandfeld Ferner ID: 053_P29               | 46° 48′ 17″ N, 11° 2′ 56″ O  | Hydrologisches Naturdenkmal: Gletscher                                                     |
| BW   | Datei hochladen | Seelen- oder Platt Ferner ID: 053_P30                | 46° 48′ 0″ N, 11° 3′ 15″ O   | Hydrologisches Naturdenkmal: Gletscher                                                     |
| BW   | Datei hochladen | Graf Ferner ID: 053_P31                              | 46° 45′ 10″ N, 11° 2′ 19″ O  | Hydrologisches Naturdenkmal: Gletscher                                                     |
| BW   | Datei hochladen | Östlicher Lodner Ferner ID: 053_P32                  | 46° 44′ 19″ N, 11° 2′ 35″ O  | Hydrologisches Naturdenkmal: Gletscher                                                     |
| BW   | Datei hochladen | Karjoch Ferner ID: 053_P33                           | 46° 44′ 2″ N, 11° 2′ 41″ O   | Hydrologisches Naturdenkmal: Gletscher                                                     |
| BW   | Datei hochladen | Westlicher Lazinser- oder Halsl Ferner ID: 053_P34   | 46° 43′ 23″ N, 11° 3′ 32″ O  | Hydrologisches Naturdenkmal: Gletscher                                                     |

| Foto: | Fotografie des Naturdenkmals. Klicken des Fotos erzeugt eine vergrößerte Ansicht. Daneben finden sich zwei Symbole: |
| ID    | Identifikator bei der Abteilung Natur, Landschaft und Raumentwicklung der Südtiroler Landesverwaltung               |